# Miele
Miele & Cie. KG — немецкий производитель бытовой техники премиум-класса. Компания была основана в 1899 году как производитель сепараторов и маслобоек.
Сегодня компания имеет представительства в 47 странах мира и владеет восемью фабриками в Германии и по одной в Австрии, Чехии, Румынии и Китае.
- встраиваемая техника: панели конфорок, электроплиты и духовые шкафы, вытяжки.
- техника во встраиваемых и соло вариантах: пароварки, микроволновые печи, холодильники (производятся под заказ немецкой фирмой Liebherr), кофеварки; посудомоечные машины, стиральные, сушильные и стирально-сушильные машины.
- соло-техника: гладильные машины, пылесосы и роботы-пылесосы.
- специализированное оборудование для прачечных, гостиничных комплексов, кафе, ресторанов и офисов, медицинских учреждений и различных промышленных предприятий.

Международный девиз марки — «Immer besser» (всё лучше и лучше).

## История
Промышленник Карл Миле и бизнесмен Райнхард Цинканн в июне 1899 г. подписали документы об основании с 1 июля 1899 г. компании Miele & Cie. — завода по изготовлению молочных сепараторов.
Молодая компания разместилась в бывшем лесопильном заводе в деревушке Херцеброк близ Гютерсло и начала производить молочные сепараторы. В то время на предприятии работало одиннадцать человек.
В 1900 г. предприятие выпустило маслобойку «Метеор», облегчившую работу на фермах.
В 1903 г. предприятие освоило производство стиральной машины «Модель А» с мешалкой на крышке, которая значительно облегчила работу домохозяек. На мешалке был установлен противовес, который сохранял инерцию движения — использовать такую мешалку намного легче, чем обычный рычаг.
Первая стиральная машина Miele с электрическим приводом появилась в 1910 году. Этот же двигатель приводил в движение механизм для отжима белья. Специальный рычаг позволял рассоединять механизмы и привод.

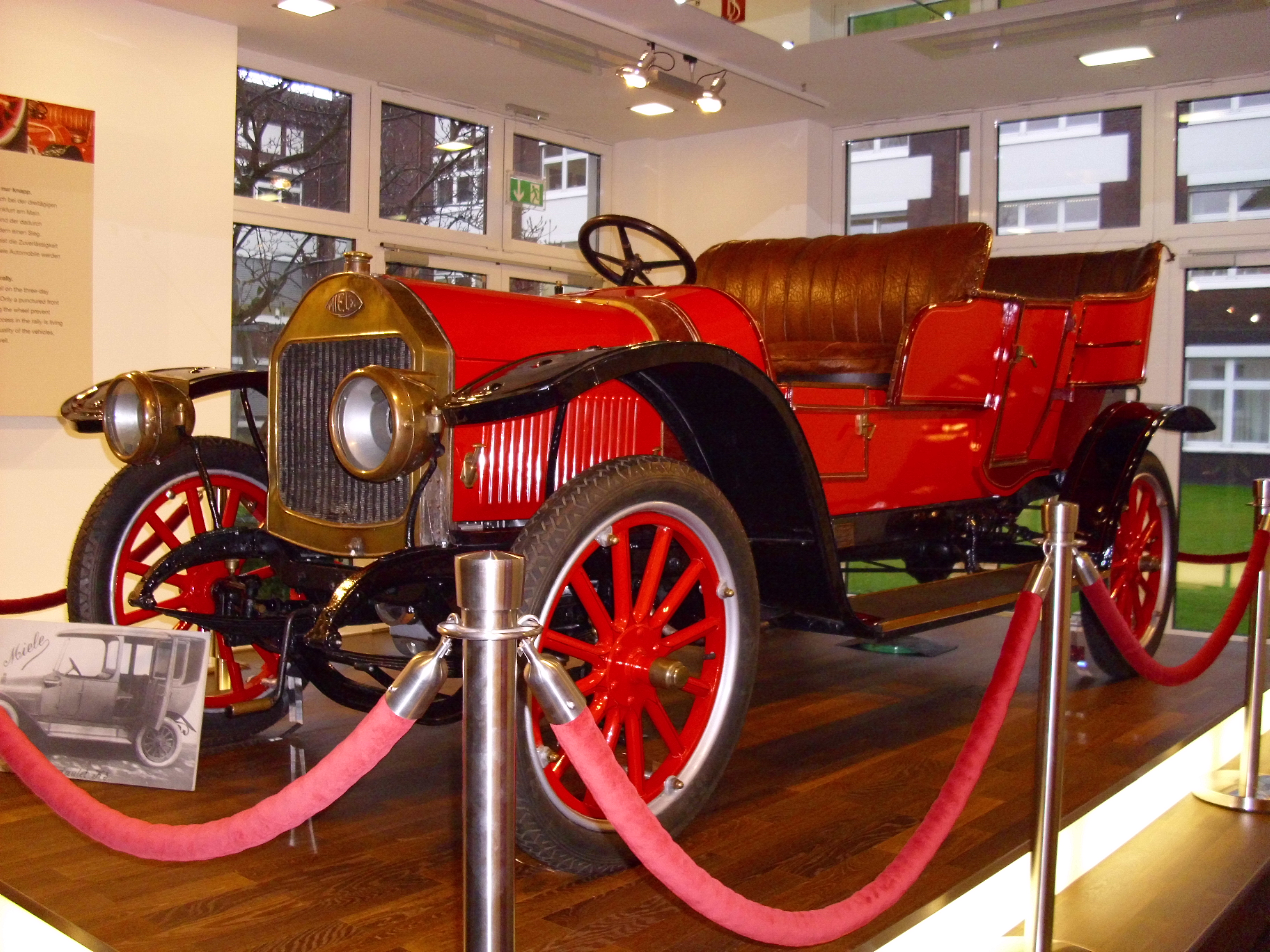
Автомобиль Miele K 3, 1913 года, cамый ценный экспонат Музей Miele

Воодушевлённые успехами, основатели компании решились на производство легковых автомобилей. За 1912—1914 гг. в общей сложности собрали 143 автомобиля, цена которых составляла от 5100 до 7900 марок. Однако, из-за высокой стоимости и необходимости существенных капиталовложений в производство, от легковых автомобилей вскоре отказались.
Новая модель стиральной машины «№ 50», вышедшая в 1914 г., стала оборудоваться встроенным электромотором, а к 1923 — электромотором с прямым приводом. Впоследствии, большинство стиральных машин будут оснащаться механизмом для отжима белья.
В 1924 г. расширенный завод в Билефельде начинает производить велосипеды, которые впоследствии получат широкую гамму двигателей внутреннего сгорания.
В 1925 году компания разработала стиральные машины, работающие на угле и газе. Эти машины предназначались для прачечных в гостиницах, ресторанах, больницах и т. д. Одновременно начинается производство больших сушильных машин с центрифугой.
С 1930 года началось производство мотоциклов, с 1953 года производство мопедов (модели K 50, K 51, K 52, K 53). В 1960 году производство мотоциклов и мопедов было прекращено.
1940—1943 г.г. — из-за войны спрос на бытовую технику резко падает (в 1940 выпущено всего около 22000 стиральных машин) и важным продуктом становится велосипед для «профессионального применения», способный выдерживать высокую нагрузку и эксплуатацию в тяжёлых условиях фактически компания начинает снабжать нацистов велосипедами. К 1943 г. компания налаживает производство котлов и кухонных плит для нужд пищевой промышленности Германии.
В 1953 г. выходит стиральная машина № 307 с фронтальной загрузкой — одна из первых машин с «дверцей-иллюминатором». Теперь загрузка белья осуществляется с фронтальной стороны прибора. Стиральные машины приобретают новый облик, и, всё чаще размещаясь в жилых помещениях, а не в подвалах-прачечных, начинают путь к автоматизации процесса ухода за бельём, что выливается в разработку первой электрической сушильной машины.
В 1963 г. выходит первая посудомоечная машина, имеющая стандартные размеры, что позволяет разместить её под столешницей. Её выпуск становится началом эры встраиваемой кухонной техники. К 1974 году компания так же освоит производство кухонь, предназначенных для размещения встраиваемой техники.